# Вело-д’Астико
Вело-д’Астико (итал. Velo d'Astico) — коммуна в Италии, располагается в провинции Виченца области Венеция.
Население составляет 2350 человек (2008 г.), плотность населения составляет 107 чел./км². Занимает площадь 22 км². Почтовый индекс — 36010. Телефонный код — 0445.
Покровителем коммуны почитается святитель Мартин Турский, празднование 11 ноября.

## Демография
Динамика населения:

## Администрация коммуны
- Официальный сайт: http://www.comune.velodastico.vi.it/